# Demodex folliculorum
Demodex folliculorum är ett 0,3 mm - 0,4 mm stort parasitkvalster, som lever i hårsäckar och porer i huden hos däggdjur, även människa. Demodex brevis är en andra art ur släktet som också lever på människa. Det finns 65 kända arter av Demodex.
Infektion är normalt symptomfri, men kan orsaka besvär. Studier visar att det kan finnas koppling till Rosacea